# Oranjebruine wegslak
De oranjebruine wegslak (Arion subfuscus) is een slakkensoort uit de familie van de wegslakken (Arionidae). De wetenschappelijke naam van de soort is voor het eerst geldig gepubliceerd in 1805 door Jacques Draparnaud als Limax subfuscus.

## Kenmerken
Het dier is heeft een lengte van ongeveer 7,5 cm. De bovenzijde van het lichaam is okergeel, oranjebruin, roodbruin, donkerbruin tot zelfs grijs met een iets donkerdere rug en aan beide zijden een donkerdere, veelal donkerbruine lengteband. Aan de rechterkant loopt deze min of meer duidelijk onder en boven de lichtgekleurde ademopening. Boven de donkere band loopt een iets lichtere lijn. De zool is crème tot wit. Het slijm op de voetzolen is kleurloos, terwijl het slijm op de rug duidelijk oranje is.
De jongeren zijn meestal scherper en hebben meer contrast dan de volwassen dieren. Over de spijlen loopt een lichte zone, de achterkant is donkerbruin. Bij alle dieren is het mantelschild meestal iets lichter dan de rug. Deze is bedekt met fijne, langwerpige rimpels.

### Voortplantingssysteem
In het voortplantingssysteem is de geslachtsklier (na het openen van de mantel) duidelijk zichtbaar aan de rand van de middendarmklier. Ze is relatief lang en bleek. Het hermafrodiete kanaal is dun en enigszins verweven in het voorste deel. De albumineklier is meestal erg groot en wordt naar voren geduwd in het maaggebied. De eileider is zwaar kronkelig. Er is geen penis in het seksuele apparaat. De zaadleider (vas deferens) is relatief lang en gaat zonder duidelijke markering over in de epiphallus. De epiphallus opent ventraal direct in het atrium. De epiphallus is iets langer dan de zaadleider. Daarentegen opent de geleider naar het zaadblaasje dorsaal in het atrium. 
Een uitgespreide oprolspier om de genitale massa-inserts bij het zaadblaasje en het achterste deel van de vrije eileider terug te trekken. Retentorspieren hechten aan het voorste deel van de vrije eileider en nabij de samenvloeiing van de epiphallus en het atrium. De spermatofoor is 17 mm lang met een stompe "kop" en een draadvormige "staart".

### Voedsel
De oranjebruine wegslak leeft van paddestoelen.

## Verspreiding en leefgebied
De soort is wijdverbreid in West-Europa. De soort komt over het algemeen vaker voor in bossen, maar ook in parken, tuinen en weilanden. In het bos klimmen ze bij vochtig weer vaak in de stammen van bomen. 
Ze voeden zich met plantaardig materiaal en schimmels. De exacte verdeling is echter onduidelijk, aangezien pas onlangs werd erkend dat onder Arion subfuscus twee of drie soorten waren verenigd. In Noord-, Midden- en Zuid-Europa lijkt de zustersoort A. fuscus vaker voor te komen. De soort is ook geïntroduceerd in Noord-Amerika. Tot nu toe is daar alleen het S1-haplotype waargenomen.